# Beaucens
 Beaucens  es una población y comuna francesa, en la región de Mediodía-Pirineos, departamento de Altos Pirineos, en el distrito de Argelès-Gazost y cantón de Argelès-Gazost.

## Geografía
Este municipio se encuentra en Pirineos cerca de Hautacam y de Argelès-Gazost (cabeza de distrito de cantón) y de Lourdes.

## Demografía
| 260 | 247 | 244 | 249 | 309 | 350 | 426 |
| Para los censos de 1962 a 1999 la población legal corresponde a la población sin duplicidades (Fuente: INSEE [Consultar]) |     |     |     |     |     |     |

## Lugares y monumentos
Torre del homenaje de las Águilas, antiguo castillo vizcondes de Lavedan, ha sido transformado de allí parque zoológico de renombre, donde se puede admirar rapaz en vuelo alrededor de las ruinas del castillo, con una vista soberbia sobre el valle de los Torrentes pirenaicos.